# Martin Shubik
Martin Joseph Shubik (* 24. März 1926 in New York City; † 22. August 2018) war ein britisch-US-amerikanischer Wirtschaftswissenschaftler und Hochschullehrer.

## Werdegang, Forschung und Lehre
Shubik (russ. Шубик) entstammte einer jüdischen Familie mit russischen Wurzeln und besaß die US-amerikanische Staatsbürgerschaft. Sein Vater Joseph war zum Zeitpunkt der Geburt von Martin Shubik für ein schottisches Unternehmen in New York tätig, kehrte jedoch bald nach England zurück. Shubik besuchte zunächst die Londoner Woodstock School und die University College School, ehe er an die Internatsschule Canford School nahe Wimborne Minster (Dorset) wechselte. Nach den ersten Kriegsereignissen 1940 entschlossen die Familie, Mutter und Kinder nach Kanada zu Verwandten zu übersiedeln, wodurch Martin seine Schulausbildung 1943 am Pickering College in Newmarket (Ontario) beendete. Anschließend begann er an der University of Toronto ein Studium der Mathematik, das er 1947 als Bachelor of Arts beendete. Aufgrund des Kriegszustandes war Shubik verpflichtet, eine Offiziersausbildung zu durchlaufen, die er bei der Royal Canadian Navy in Halifax (Nova Scotia) und auf See absolvierte. Zwei Jahre später verließ er die Hochschule mit dem akademischen Grad eines Master of Arts in politischer Ökonomie. Er schloss ein Wirtschaftswissenschaftsstudium an der Princeton University an. 1951 erreichte er den Abschluss als Artium Magister, zwei Jahre später graduierte er als Ph.D., unterstützt durch Oskar Morgenstern.
Als wissenschaftlicher Mitarbeiter blieb Shubik nach Abschluss seines Studiums zunächst an der Princeton University, gemeinsam mit Lloyd Shapley und John Forbes Nash. 1955 wechselte er an das Center for Advanced Study in Behavioral Sciences der Stanford University nach Palo Alto. Im Herbst 1956 verließ er zunächst den wissenschaftlichen Betrieb und arbeitete bis 1960 für General Electric. Anschließend war er ein Jahr als Gastdozent für Wirtschaftswissenschaften an der Yale University, im September 1961 schloss er sich IBM als neuem Arbeitgeber an. Im September 1963 kehrte Shubik als ordentlicher Professor an der Yale University in den akademischen Betrieb zurück. Später visitierte er in Santiago de Chile (1965), am Institut für Höhere Studien in Wien (1970) sowie in Melbourne (1973) und war 1970/1971 Konsulent der RAND Corporation. Zwischen 1973 und 1976 war er Direktor der Cowles Foundation for Research in Economics. 1975 wurde er auf den Seymour-H.-Knox-Lehrstuhl an der Hochschule berufen.
Shubiks Arbeitsschwerpunkt lag im Bereich der Spieltheorie. Dabei legte er besonderes Augenmerk auf Geldtheorie und Finanzinstitutionen sowie das Verhalten von Wirtschaftssubjekten unter Risiko. Zudem beschäftigte er sich mit Wirtschaftskriegen. In Zusammenarbeit mit Lloyd S. Shapley entwickelte er den Shapley-Shubik-Index, der die Entscheidungsmacht verschiedener Spieler modelliert. Mit dem von ihm entwickelten Spiel der Dollarauktion sorgte er Anfang der 1970er Jahre für Aufmerksamkeit, da er mit diesem Spiel die Anwendbarkeit der sogenannten Theorie der rationalen Entscheidung für menschliches Verhalten in Frage stellte.

## Preise und Ehrungen
- seit 1971: Fellow der Econometric Society
- 1978: Ehrenprofessorwürde der Universität Wien
- 1983: Frederick-W.-Lanchester-Preis[4]
- 1985: Aufnahme in die American Academy of Arts and Sciences
- 1995: Koopmans Prize in Military Operations Research

## Werke
Die folgende Auflistung gibt eine Auswahl von Shubik veröffentlichter Bücher wieder, zudem hat er zahlreiche Zeitschriftenartikel und Arbeitspapiere verfasst.
- The Theory of Money and Financial Institutions, 1999
- Political Economy, Oligopoly and Experimental Games, 1999